# Humanisztikus pszichológia
A humanisztikus pszichológia egy az 1950-es években a behaviorizmusra és a pszichoanalízisre válaszként létrejött pszichológiai irányzat, egyik jelentős képviselője az amerikai Carl Rogers. A pszichológia magasabb céljaival, a pszichológia elméletének emberi értékeivel kíván foglalkozni, kialakulásában támaszkodott az egzisztencializmusra és a fenomenológiára is. Elvetette a meghatározott (determinált) élet sorscsapás-szerűségét.
A humanisztikus pszichológiát, mint harmadik erőt hirdették, mely a másik két megközelítés előfeltevéseihez és kérdéseihez képest alternatívát (választást) kínál. A humanisztikus pszichológia 4 alapelve:
- Az érdeklődés középpontjában az élményeket átélő személy áll. Saját szubjektív világlátásuk, énészlelésük és önértékelésük fogalmaival kell leírni és megérteni őket.
- A vizsgálódás elsődleges témái az emberi választás, a kreativitás és az önmegvalósítás. Az embereket nemcsak fiziológiai szükségletek motiválják. Alapvető szükségletük, hogy lehetőségeiket és képességeiket kifejlesszék.
- Kutatási problémák kiválasztásakor a jelentésteliségnek meg kell előznie az objektivitást. A pszichológusoknak objektivitásra kell törekedniük az adatok összegyűjtésében és értelmezésében.
- A személy méltósága a legfőbb érték. A pszichológia célja az emberek megértése, nem pedig viselkedésük előrejelzése vagy kontrollálása/ellenőrzése.

## Rogersénfogalma
Rogers személyiségelméletének központi értéke az énfogalom (self-concept). Az énfogalom tartalmazza mindazokat az elképzeléseket, észleleteket és értékeket, amelyek az én-t jellemzik: annak tudata, hogy ki vagyok én és mit tehetek. Ez az énfogalom a világ észlelését és a viselkedést is befolyásolja.
A személyiségfejlődés "végén" megfeleltetés van: a tapasztalatok fenomenális/jelenség mezője (mindazon élmények,benyomások, melyek self-relevánsok) és a self fogalmi szerkezete között (melyet a környezettel való interakciók irányítják).
Az énfogalom nem feltétlenül a valóságot tükrözi: ha valaki időközben igazán sikeres és elismert lesz, magát még mindig kudarcosnak láthatja. Az énfogalommal nem konzisztens élmények és érzések veszélyt jelentenek és tudatba kerülésük meggátolódik. Rogers úgy véli, hogy az ilyen elfojtások sem nem szükségszerűek, sem nem tartósak. Minél több tapasztalatát tagadja meg az ember, annál nagyobb lesz a szakadék énfogalma és a valóság között. Akinek énfogalma nem egyezik meg személyes érzéseivel és tapasztalataival, annak az igazság szorongást okoz. Ez súlyos szorongást vagy az emocionális/érzelmi zavarokat idéz elő.
A személy akkor éli meg jól önmagát,ha környezete elfogadóan reagál rá és kedvezően értékeli őt, így megfelelő énerő-érzés alakulhat ki benne (önbizalom), mely később elővételezi azt, hogy külső megerősítés nélkül is el tudja fogadni önmagát. Azonban ha a környezet nem elfogadó, a gyermek (vagy felnőtt!) nem adekvát szükségleteinek megfelelően fog viselkedni, hanem annak érdekében, hogy mások elfogadják.
Rogers elméletének másik fontos tényezője az éneszmény. Minél közelebb van az énideálunk valós énképünkhöz, annál önbízóbbak és boldogabbak leszünk. Az énideál és a valós énfogalom közötti túl nagy eltérés a boldogtalanság és elégedetlenség forrása. Carl Rogers (1902-1987) hitt a gyermek fejleszthetőségében, a felnőttképzésben. Dolgozott a „problémás” gyerekekkel; a gyermekverés ellen.

## Abraham Maslowmodellje
Már eltávolodott a behaviorizmustól. Elmélete szerint a szükségleteknek létezik egy piramisa, mely az alapvető biológiai szükségletektől azon komplexebb pszichológiai motivációkig terjed, melyek csak akkor válnak fontossá, ha az alapvető szükségletek már kielégülést nyertek.
Felülről lefelé:
- Önmegvalósítási szükségletek: az önkiteljesítés elérése és a lehetőségek megvalósítása
- Esztétikai szükségletek: rend, szépség, szimmetria
- Kognitív szükségletek: tudni, érteni, megismerni; a megbecsülés szükséglete: teljesíteni, szakérteni és elnyerni mások tiszteletét[3]
- Elismerés, Státusz: teljesíteni, kompetens/érteni hozzá, elnyerni mások megbecsülését.
- A szeretet szükséglete: másokhoz tartozni, befogadottnak lenni.
- Biztonsági szükségletek: veszélyektől mentesnek lenni.
- Fiziológiai szükségletek: éhség, szomjúság elkerülése, lakás.

Az egyik szinten levő szükségleteket legalább részben ki kell elégíteni, mielőtt a felette levő szint szükségletei a cselekvés jelentős meghatározóivá válnak. Az egyén csak akkor lesz képes esztétikai és intellektuális érdeklődésére időt és energiát szentelni, amikor alapvető szükségletei könnyen kielégíthetők.
A legmagasabb szintű motívum, az önmegvalósítást lehet úgy értelmezni, hogy csak azt követően valósul meg, ha minden más szükséglet kielégülést nyert, de az önmegvalósítás felülírhatja a többi szükségletet. (Éhesen is végig nézzük a nekünk tetsző filmet.) 
Számos ember megéli az önmegvalósítás tünékeny pillanatait, amiket Maslow csúcsélményeknek nevezett. A csúcsélményt  boldogság és kielégültség, katarzis (megtisztulás) jellemzi.

## A fenomenológiai megközelítés és értékelése
A humanisztikus pszichológia tágabb keretben a fenomenológiai elméletek körébe tartozik.
A személyiség tanulmányozásának fenomenológiai megközelítése az egyén szubjektív /személyes élményeire összpontosít, arra ahogy a világot látják az emberek. A fenomenológiai elméleteket nem a személy motivációs története vagy a viselkedés előrejelzése érdekli.
A fenomenológiai pszichológusok azt hangsúlyozzák, hogy fontos problémákat/ gondokat tanulmányoznak, bár munkájukban nem mindig tudnak szigorú módszereket használni.
A fenomenológiai pszichológusok egyre nagyobb eredetiségről tesznek tanúbizonyságot az énfogalom és a személyes konstruktumok/ szerkesztmények vizsgálatára alkalmazott új módszerek tekintetében.
Freudot azzal bírálták, hogy neurotikus egyének megfigyelésére alapozva próbált meg felépíteni egy teljes személyiségelméletet. Az ő kritikusai arra mutatnak rá, hogy elméleteiket azokra a fiatal, jól működő emberekre szabták, (angolszász fehér) akik megengedhetik maguknak azt a luxust, hogy a Maslow féle szükséglethierarchia csúcsán lévő szükségletek kielégítésére törekedjenek. Végső sorban az önzést szentesítik.

## Énfejlesztés
Az Én-fejlesztő fenntartás nélkül elfogadja és tiszteli kliensét. Ezért tükrözi vissza megértését. Ha a kliens nem kap megerősítést, a figyelem éberségét, lehervad. Ismeret, támpont marad rejtve. A tükrözés akkor értékes, ha könnyen elfogadható, egybevág a feltárással. A tükrözés oszcillál/rezeg, egyenetlen. Vannak homályai. A terapeuta igyekszik saját gondjait mellőzni, a kliens igyekszik a tükrözést átvenni. Ettől emberi, humanisztikus.